# 꽃잎, 춤
《꽃잎, 춤》(일본어: ペタル ダンス)은 2013년에 개봉된 일본의 영화이다.

## 캐스트
- 진코 - 미야자키 아오이
- 하라키 - 쿠츠나 시오리
- 모토코 - 안도 사쿠라
- 미키 - 후키이시 카즈에
- 카와다 - 카자마 슌스케
- 선배 - 고토 마리코
- 쿄코 - 칸 하나에
- 나오토 - 안도 마사노부

## 스태프
- 감독·각본 - 이시카와 히로시
- 음악 - 칸노 요코
- 배급 - 비터즈 엔드